# 谷五郎
谷 五郎（たに ごろう、1953年5月13日 - ）は、日本の歌手、タレント、ラジオパーソナリティ。兵庫県高砂市生まれ、加古川市育ち、在住。個人事務所「五郎企画」所属。
別名「谷ゴロー」

## 来歴・人物
兵庫県立加古川東高等学校、神戸大学農学部卒業（ブルーグラスのサークルに所属）。血液型A型。175cm。72～73kg（2013年5月現在）。趣味は麻雀、プロレス観戦。好物は加古川名物かつめし。父は警察官。一人っ子。既婚、2男1女あり。
1976年4月、父の紹介で、高砂市農協（現JA兵庫南）に就職。広報担当で、農業新聞を編集したり、有線放送に出る。職員として15年勤務。
1976年11月6日、ブルーグラスバンド「谷ゴローとゴローショー」結成。ブルーグラスとお笑いの一体化を目指す。
1983年11月、月刊ブルーグラス・ジャーナル「ムーンシャイナー」初代編集長。
1985年、結婚。妻をイメルダと呼ぶ。結婚当初は谷の親と同居していたが、すぐに別居。
1991年3月31日、農協退職。父がなくなる。
1991年4月1日、パーソナリティに転職。ライブを観た丸山茂樹（当時ラジオ関西ディレクター）に見出され、「あなたは才能がある、一緒に面白い番組をつくりましょう」と誘われる。
パーソナリティとしての出演には、過去にはラジオ関西の「谷五郎のOH!ハッピーモーニング」や、山陽放送の「谷五郎の旅は続くよ」などがある。またABCテレビの「ナイトinナイト - おっちゃんVSギャル」（火曜日、1986年5月 - 2000年3月、司会・桂三枝（現・六代桂文枝））に出演していた。
中3で週刊ゴング創刊号を見てジャイアント馬場を知りプロレスファンになり、大学に入りビル・モンローを知りブルーグラスにスイッチする。
ヤクルトスワローズファン。
ペットはパグのメスで名前はB（2代目）。

## 書籍
- 谷五郎の笑タイム(紫翠会出版)

## CD
アルバム
1. 笑って下さい40分vol.5 ひ・み・つ（1998年6月、ピックワン）谷五郎&東京ゴローショー名義
2. 25周年記念アルバム　好きなんだけど…ブルーグラス（2002年ピックワン・五郎企画）

## 現在の出演番組
※2025年6月現在

### ラジオ
- 谷五郎の笑って暮らそう（2015年4月 - 、土曜 8:00 - 10:00（2019年3月まで）→火曜 10:00 - 13:00（2019年4月から2024年3月まで、『こちら、海の見える放送局』火曜に編入）、→ 日曜 10:00 - 11:35（2024年4月から）、ラジオ関西）
  - 谷五郎のこんにちわ ふぁ～みん（2016年4月 - 、金曜 12:40 - 13:00（2019年3月まで）→金曜 13:00 - 13:20（2019年4月から2024年3月まで）、→ 日曜 11:00 - 11:24（2024年4月から、上記『谷五郎の笑って暮らそう』のフロート番組として放送）、ラジオ関西）
- 谷五郎の昼はGOROGORO（2025年4月1日 - 、月曜 - 金曜 12:15 - 12:30、ラジオ関西）
- 谷五郎のはりまーるラジオ（FMみっきぃ 金曜 13:00 - 13:30（再放送:金曜21:00 - 21:30、土曜 12:30 - 13:00）・BAN-BANラジオ 木曜 19:00 - 19:30（再放送:土曜 9:00 - 9:30））

## 過去の出演番組

### ラジオ
- ま～るい地球と…谷五郎モーニング（1991年4月 - 1995年3月、月曜 - 金曜 7:00 - 11:30、ラジオ関西）
- GORO探検隊（1995年4月 - 1998年3月、月曜 - 木曜 7:00 - 11:30、ラジオ関西）アシスタント:藤原正美
- 谷五郎のOH!ハッピーモーニング（1998年4月6日 - 2006年3月30日、月曜 - 木曜 7:00 - 11:00（2001年3月まで）→月曜 - 木曜 8:00 - 11:00（2001年4月から2004年9月まで）→月曜 - 木曜 7:30 - 11:00（2004年10月から最終回まで）、ラジオ関西）
- ラジ関アフタヌーン谷五郎です（2006年4月5日 - 2008年3月27日、水曜・木曜 13:00 - 17:30（2007年9月まで）→13:00 - 15:45（2007年10月から最終回まで）、ラジオ関西）
- 谷五郎のこころにきくラジオ（2008年4月2日 - 2019年3月、水曜・木曜 13:00 - 15:45（2009年3月まで）→月曜 - 木曜 13:00 - 16:00（2009年4月から2015年3月まで）→月曜 10:00 - 15:00（2015年4月から最終回まで、『こちら、海の見える放送局』月曜に編入）、ラジオ関西）
- 谷五郎の旅は続くよ（1997年4月-2006年3月25日、土曜 6:30-12:00→（最終回時点）土曜 9:30 - 14:00 山陽放送）
- 谷五郎のOH!Myブルーグラス（FMみっきぃ）

### テレビ
- ナイトinナイト（おっちゃんVSギャル）（1994年、ABCテレビ）
- 阪神大震災復興番組「神戸通信 がんばっとうで！」（サンテレビ）レポーター:桂あやめ
- eo光スペシャル、わが街旬だより（eo光テレビ）